# 格朗塞堡-讷韦勒
格朗塞堡-讷韦勒（法語：Grancey-le-Château-Neuvelle，法語發音：[ɡʁɑ̃sɛ lə ʃato nøvɛl]）是法国科多尔省的一个市镇，属于第戎区。该市镇于1972年由原市镇格朗塞堡（Grancey-le-Château）和讷韦勒莱格朗塞（Neuvelle-lès-Grancey）合并而成。

## 地理
格朗塞堡-讷韦勒（47°40'12"N, 5°1'33"E）面积27.55 平方千米，位于法国勃艮第-弗朗什-孔泰大區科多尔省，该省份为法国中东部省份，北起奥布省，西接涅夫勒省和约讷省，南至索恩-卢瓦尔省，东南接汝拉省，东临上索恩省，东北部与上马恩省接壤。
与格朗塞堡-讷韦勒接壤的市镇（或旧市镇、城区）包括：潘斯诺、比斯罗特和蒙特纳耶、阿沃、伯讷夫尔、比西耶尔、库尔隆、屈塞莱福日、潘松莱格朗塞、瓦尔代蒂莱。

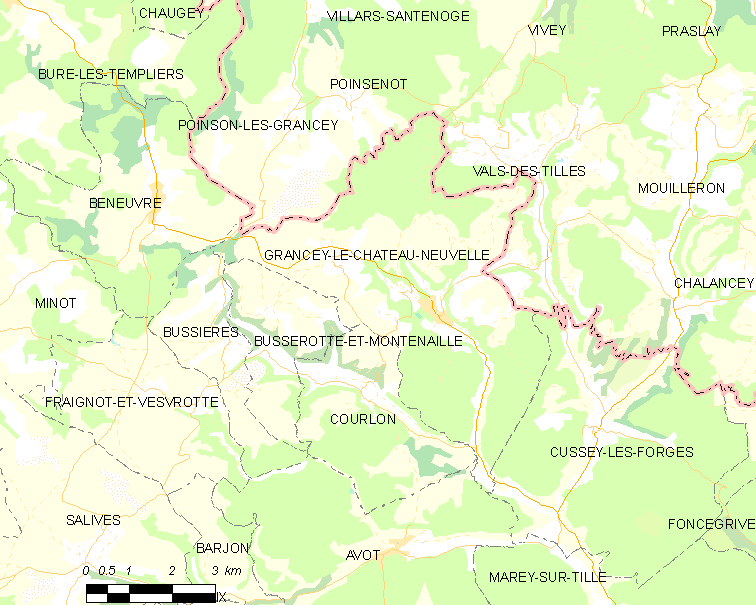
格朗塞堡-讷韦勒的OSM定位图

格朗塞堡-讷韦勒的时区为UTC+01:00、UTC+02:00（夏令时）。

## 行政
格朗塞堡-讷韦勒的邮政编码为21580，INSEE市镇编码为21304。

## 政治
格朗塞堡-讷韦勒所属的省级选区为蒂耶河畔伊斯县。

## 人口

1962-2008年间格朗塞堡-讷韦勒人口变化图示

格朗塞堡-讷韦勒于2022年1月1日时的人口数量为262人。